# Powiat de Przeworsk
Le powiat de Przeworsk (en polonais : powiat przeworski) est un powiat appartenant à la voïvodie des Basses-Carpates dans le sud-est de la Pologne.

## Division administrative
Le powiat compte 9 communes :
- 1 commune urbaine : Przeworsk ;
- 6 communes rurales : Adamówka, Gać, Jawornik Polski, Przeworsk, Tryńcza et Zarzecze ;
- 2 communes mixtes : Kańczuga et Sieniawa.